# Palestyna na Letnich Igrzyskach Olimpijskich Młodzieży 2010
Palestynę na Letnich Igrzyskach Olimpijskich Młodzieży w Singapurze w 2010 reprezentowało 4 sportowców w 3 dyscyplinach.

## Skład kadry

### Lekkoatletyka
- Nour Aldin Hammoda

### Szermierka
- Damyan Jaqman

### Pływanie
- Fouad Al Atrash
  - 50m st. dowolnym – 34 miejsce (26.26)
  - 50m st. grzbietowym chłopców – 14 miejsce (30.80)
- Sabine Hazboun
  - 50m st. dowolnym – 44 miejsce (29.44)
  - 50m st. motylkowym dziewcząt – 20 miejsce (31.88)